# Cachomashiri
Cachomashiri (Caquinte, u njihovom jeziku =ljudi/), indijansko pleme porodice Arawakan nastanjeno u džunglama istočnog Perua na rijekama Poyeni, Mayapo i Picha. Prema UN-ovim podacima 2005. godine ima ih tek 200 do 300. Po jeziku srodni su grupama Campa i možda susjednih Machiguenga Indijanaca. Cachomashiri su u susjedstvo Machiguenga došli iz područja bazena rijeke Tambo i osnovali malenu seosku zajednicu Kitepampani. Kulturno pripadaju plemenima tropske kišne šume koje se bave lovom, ribolovom, sakupljanjem i tropskom agrikulturom. Naziv Cachomashiri smatraju uvredljivim.

## Vanjske poveznice
- Caquinte
- Domorodačka stranica[neaktivna poveznica]